# Wilhelm Ruß
Wilhelm Ruß (* 1891 oder 1892; † 16. Mai 1957) war ein deutscher Lehrer und Mitgründer der Versicherungsgesellschaft HUK-Coburg.
Ruß begann seine Schullaufbahn als Lehrer an der Dorfschule in Ringenwalde in der Neumark. Nach der Rückkehr aus dem Ersten Weltkrieg wurde er Schulleiter in Ringenwalde. 1927 absolvierte er die Prüfung zum Mittelschullehrer.
Zusammen mit vier gleichgesinnten Lehrern gründete Ruß im Herbst 1928 die Kraftfahrer-Vereinigung Deutscher Lehrer (KVDL) und wurde deren erster Vorsitzender. Beraten wurde er dabei vom Pfarrer Karl-August Fritsch, der bereits 1926 mit der Pfarrer-Kraftfahrer-Vereinigung e.V. (P.K.V.) einen ähnlichen Kraftfahrer-Verband gegründet hatte.
1930 wurde Ruß in Schwiebus Rektor der Knabenschule und Leiter der kaufmännischen und gewerblichen Berufsschule. Gemeinsam mit Karl-August Fritsch betrieb er 1933 die Gründung der Haftpflicht-Unterstützungs-Kasse kraftfahrender Beamter Deutschland e.V., der heutigen HUK-Coburg.
Im Zweiten Weltkrieg war Ruß als Major eingesetzt; er geriet in Kriegsgefangenschaft. Nach seiner Entlassung ging er in den westlichen Teil Deutschlands. 1947 wurde er Lehrer und später Leiter der Berufsschule in Windsheim. Bei der HUK-Coburg war er von 1951 bis 1955 Aufsichtsratsmitglied, danach bis zu seinem Todesjahr 1957 Vorstand.
Unterstützt durch die HUK-Coburg gründete Ruß im November 1955 die Kraftfahrer-Vereinigung Deutscher Beamter (KVDB) als Nachfolgeorganisation der KVDL. Ruß wurde erster Vorsitzender
der KVDB, die nach mehreren Umbenennungen später der Automobil- und Reise-Club Deutschland (ARCD) wurde.
Ruß starb am 16. Mai 1957.